# استیکو (فیلم)
استیکو (انگلیسی: Stico) یک فیلم به کارگردانی خائیمه د آرمینیان است که در سال ۱۹۸۵ منتشر شد. از بازیگران آن می‌توان به فرناندو فرنان گومز، آگوستین گونسالس، کارمه الیاس، و آمپارو بارو اشاره کرد.